# Валерьяновка (Кемеровская область)
Валерьяновка — посёлок в Тяжинском районе Кемеровской области. Входит в состав Листвянского сельского поселения.

## География
Центральная часть населённого пункта расположена на высоте 251 метр над уровнем моря.

## Население
По данным Всероссийской переписи населения 2010 года, в посёлке Валерьяновка проживает 418 человек (200 мужчин, 218 женщин).